# American Mathematical Society
Pour les articles homonymes, voir AMS.
L'American Mathematical Society est une association professionnelle américaine de mathématiciens professionnels, dédiée aux intérêts de la recherche et de l’enseignement des mathématiques, ce qu’elle fait sous forme de différentes publications et conférences, et de prix décernés à des mathématiciens. Elle a été fondée en 1888, sur l'initiative de Thomas Fiske (en) qui avait été marqué par une visite à la London Mathematical Society. L’AMS défend le logiciel TeX de composition de documents, en n'acceptant que les contributions rédigées à l’aide de cet outil, et a même fait développer les bibliothèques logicielles AMS-TeX et AMS-LaTeX.

## Histoire

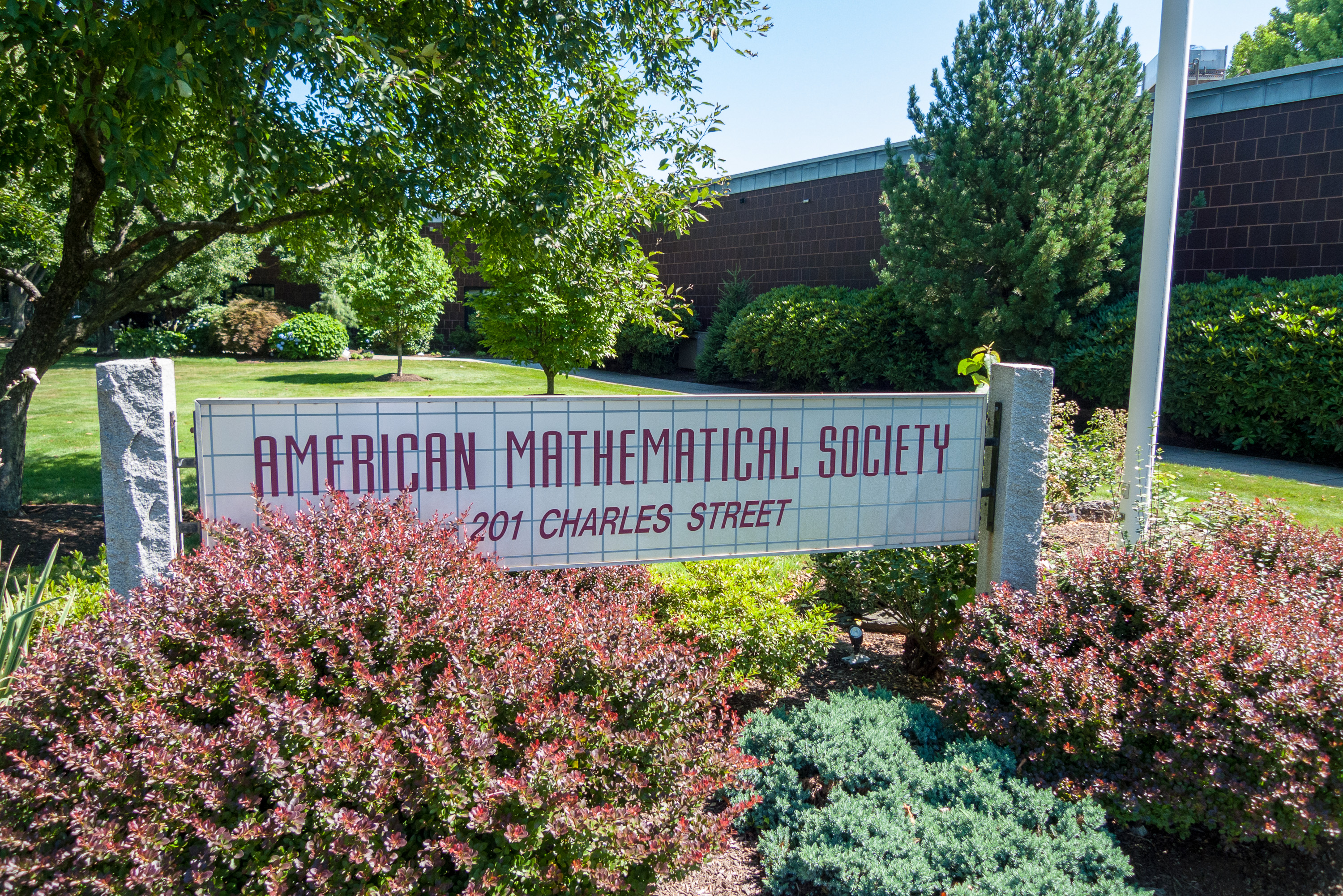
Bâtiment à Providence.

Fondée en 1888 en tant que New York Mathematical Society, des efforts de Thomas Fiske, impressionné par la London Mathematical Society. John Howard Van Amringe est le premier président et Fiske devient secrétaire.
En 1891 Charlotte Scott devient la première femme à se joindre à la société. En 1894, la société devient nationale et prend son nom actuel ; cette même année, Scott sert en tant que première femme sur le conseil de la American Mathematical Society.
Les cinq femmes suivantes sont Mary E. Byrd du Smith College, Mary Watson Whitney de Vassar, Ellen Hayes de Wellesley, Amy Rayson, professeure de mathématiques et physique dans une école privée de New York, et puis Jane Cunningham du Swarthmore College.

## Publications
L’AMS est éditeur de livres, et de Mathematical Reviews, une base de données de résumés d'articles mathématiques.
L’AMS est aussi l’éditeur de multiples périodiques mathématiques :
- généralistes :
  - Bulletin of the American Mathematical Society (Bulletin de la Société américaine de mathématiques) – publié chaque trimestre ;
  - Electronic Research Announcements of the American Mathematical Society (Bulletin électronique des annonces de recherches de la Société américaine de mathématiques) - disponible uniquement en ligne ;
  - Journal of the American Mathematical Society (Journal de la Société américaine de mathématiques) - publié chaque trimestre ;
  - Memoirs of the American Mathematical Society – publié six fois par an ;
  - Notices of the American Mathematical Society (Notices de la Société américaine de mathématiques) - publication mensuelle, une des plus lues ;
  - Proceedings of the American Mathematical Society (Réunions de la Société américaine de mathématiques) - publication mensuelle ;
  - Transactions of the American Mathematical Society (Échanges de la Société américaine de mathématiques) - publication mensuelle ;
- spécialisés :
  - Journal of Algebraic Geometry – publié chaque trimestre ;
  - Mathematical Surveys and Monographs – sans périodicité fixe ;
  - Mathematics of Computation - publié chaque trimestre ;
  - Conformal Geometry and Dynamics (Géométrie et dynamique conformes) - disponible uniquement en ligne ;
  - Representation Theory (Théorie des représentations) - disponible uniquement en ligne.
- traductions :
  - St. Petersburg Mathematical Journal ;
  - Theory of Probability and Mathematical Statistics ;
  - Transactions of the Moscow Mathematical Society ;
  - Sugaku Expositions.

## Distinctions
L'AMS décerne plusieurs distinctions, seule ou conjointement :
- Prix Frank Nelson Cole
- Prix Chevalley en théorie de Lie
- Prix Bôcher
- Prix Robbins
- Prix Leroy P. Steele
- Prix Fulkerson
- Prix Ruth-Lyttle-Satter
- Prix Whiteman en histoire des mathématiques
- Prix Morgan conjointement avec la Mathematical Association of America (MAA)
- Prix Moore
- Prix Oswald-Veblen en géométrie
- Prix Norbert Wiener pour les mathématiques appliquées conjointement avec la Society for Industrial and Applied Mathematics.
- Conférence Gibbs et Colloquium Lectures
- Prix George David Birkhoff conjointement avec la Society for Industrial and Applied Mathematics
- AMS Centennial Fellowship
- Prix Stefan Bergman
- Prix Eisenbud
- Prix Levi Conant
- Prix Joseph L. Doob
- Prix Bertrand Russell créé en 2017[3]

## Projets
- Mathematics Genealogy Project